# Демоните на Да Винчи
„Демоните на Да Винчи“ (на английски: Da Vinci's Demons) е британско–американски исторически фантастичен сериал.
Представя съвкупност от измислени събития от живота в най-ранната възраст на Леонардо да Винчи. Поредицата е измислена от продуцента Дейвид С. Гойер, а главната роля в лицето на Леонардо да Винчи е поверена на актьора Том Райли. Снимките на сериала от първи сезон са правени в Уелс, а бюджета за осемте епизода е от 20 млн. паунда.
Премиерата на сериала е на 12 април 2013 година. На 17 април 2013 г., „Starz“ обявяват, че ще има и втори сезон като снимките за него започват през средата на 2013 г., а премиерата му е на 22 март 2014 година. Сериала е подновен за трети и последен сезон, чиято премиера е на 24 октомври 2015 година.

## Резюме
Историческата фантазия проследява неразказаната история на младия 25-годишен Леонардо да Винчи в годините, когато светът е жаден за нови открития, нови изобретения и води непрекъснати войни. Младият Леонардо се бори с вътрешната си тъмнина измъчван от дарът на свръхчовешкия гений. Самият той е еретик с намерение да разобличава лъжите на религията, бунтар, който се опитва да промени обществото на богатите, незаконен син, който копнее да бъде признат от своя баща. Сериала включва много от реалните изобретения на Леонардо и последвалата работа като военен инженер на херцога на Милано и по-късно за Борджиите.
Изобретенията и гениалността му привличат вниманието на тогавашната светска власт в Италия и по-специално Флоренция и успяват да го привлекат на тяхна страна като по този начин го използват и за техните нужди и интереси. Много от обкръжението на елита отрича неговият блестящ ум и скицирани изобретения, а дори го смятат и за луд и въпреки това в даден момент те самите ще се нуждаят от неговата помощ. Леонардо се въвлича в любовна игра с любовницата на Лоренцо де  Медичи, Лукреция Донати, която от своя страна има не малко тайни, които я забъркват в неприятности в дадени моменти от историята. Времената, в които Леонардо живее като млад са бурни изпълнени с много военни действия, интриги, измами, лъжи и разврат, с които той е принуден да се сблъсква не един път в своя житейски път.
Една от главните задачи на Да Винчи е да намери „Книгата на тайните“, която също така ще разкрие тайната около неговата майка и нейната самоличност. Той обаче не е единственият, който търси тази книга, което от своя страна ще го сблъска с не малко неприятности, с които трябва да се справя. Това негово търсене ще го отведе до различни краища на света и ще преобърне напълно представата му за света, а също така ще му помогне да открие и един нов континент – Америка.

## Актьорски състав
- Том Райли – Леонардо да Винчи
- Лора Хадък – Лукреция Донати
- Елиът Коуън – Лоренцо де Медичи
- Лара Пулвер – Клариче Орсини
- Блейк Ритсон – граф Джироламо Риарио
- Том Бейтман – Джулиано де Медичи
- Ерос Влахос – Нико Макиавели
- Грег Чилин – Зороастър
- Иън Пирие – Капитан Драгонети
- Хера Хилмър – Ванеса
- Джеймс Фолкнър – папа Сикст IV
- Александър Сидиг – Ал-Рахим
- Джийни Спарк – Иполита Мария Сфорца
- Кийрън Бю – Алфонсо II
- Пол Рис – Влад Цепеш
- Симоне Лахбиб – Лаура Карета

## В България
В България сериалът започва на 15 април 2013 г. по Fox, всеки понеделник от 21:50. На 2 март 2014 г. започва повторение на първи сезон, всяка неделя от 22:40 по два епизода. Втори сезон започва на 25 март 2014 г., всеки вторник от 21:50 и завършва на 3 юни 2014 г. Дублажът е на студио Доли. Ролите се озвучават от артистите Живка Донева, Таня Димитрова, Красимир Куцупаров, Илиян Пенев и Димитър Кръстев. Премиерата на сезон трети започна на 25 октомври 2015 г., всяка неделя от 22 часа.

## Сезони
|  | 1 | 8  | 12 април 2013 г.    | 7 юни 2013 г.       |
|  | 2 | 10 | 22 март 2014 г.     | 24 май 2014 г.      |
|  | 3 | 10 | 24 октомври 2015 г. | 26 декември 2015 г. |